# Seznam premiérů Abcházie

Státní znak Abcházie

Premiér (nebo předseda vlády) Abcházie je jedním z nejvýše postavených členů výkonné moci této malé, částečně mezinárodně uznané republiky. Je zodpovědný za vedení kabinetu ministrů. Podle abchazské ústavy může vykonávat dočasně i prezidentskou funkci v případě, že prezident Abcházie i viceprezident jsou odvoláni, svrženi, rezignovali, jsou zdravotně nezpůsobilí k výkonu funkce hlavy státu, nebo jsou v extrémním případě zavražděni. Premiéra do funkce jmenuje prezident.

## Seznam premiérů Abcházie od roku 1992
První dva premiéři jsou v následující tabulce vedeni jako nultí, neboť kvůli válečným létům 1992-1993 ještě nebyla v platnosti ústava Abcházie. Proto byla také funkce Važi Zarandiji a Sokrata Džindžoliji nazývána předsedou rady ministrů.
| #                                                  | Předseda vlády                                     | Ve funkci od - do                                  | Strana                                             | Vláda prezidenta           |
| -------------------------------------------------- | -------------------------------------------------- | -------------------------------------------------- | -------------------------------------------------- | -------------------------- |
| —                                                  | Važa Zarandija                                     | 5. května 1992 – 12. prosince 1993                 | Komunistická strana Sovětského svazu               | —                          |
| —                                                  | Sokrat Džindžolija                                 | 12. prosince 1993 – 1994                           | žádná                                              | —                          |
| (funkce neobsazena od listopadu 1994 - leden 1995) | (funkce neobsazena od listopadu 1994 - leden 1995) | (funkce neobsazena od listopadu 1994 - leden 1995) | (funkce neobsazena od listopadu 1994 - leden 1995) | Vladislav Ardzinba         |
| 1                                                  | Gennadij Gagulija (1. funkční období)              | leden 1995 – 29. dubna 1997                        | žádná                                              | Vladislav Ardzinba         |
| 2                                                  | Sergej Bagapš                                      | 29. dubna 1997 - prosinec 1999                     | žádná                                              | Vladislav Ardzinba         |
| 3                                                  | Vjačeslav Cugba                                    | 30. prosince 1999 – 30. května 2001                | žádná                                              | Vladislav Ardzinba         |
| 4                                                  | Anri Džergenija                                    | 7. června 2001 – 29. listopadu 2002                | žádná                                              | Vladislav Ardzinba         |
| 5                                                  | Gennadij Gagulija (2. funkční období)              | 29. listopadu 2002 – 8. dubna 2003                 | žádná                                              | Vladislav Ardzinba         |
| 6                                                  | Raul Chadžimba                                     | 22. dubna 2003 – 6. října 2004                     | žádná                                              | Vladislav Ardzinba         |
| 7                                                  | Nodar Chašba                                       | 6. října 2004 – 14. února 2005                     | Jednotná Abcházie                                  | Vladislav Ardzinba         |
| 8                                                  | Aleksandr Ankvab                                   | 14. února 2005 – 13. února 2010                    | Aitaira                                            | Sergej Bagapš              |
| 9                                                  | Sergej Šamba                                       | 13. února 2010 – 27. září 2011                     | Sociálně demokratická strana Abcházie              | Sergej Bagapš              |
| 10                                                 | Leonid Lakerbaja                                   | 27. září 2011 – 2. června 2014                     | Aitaira                                            | Aleksandr Ankvab           |
| —                                                  | Vladimir Dělba (úřadující)                         | 2. června 2014 – 29. září 2014                     | žádná                                              | Valerij Bganba (úřadující) |
| 11                                                 | Beslan Butba                                       | 29. září 2014 – 17. března 2015                    | Strana ekonomického rozvoje Abcházie               | Raul Chadžimba             |
| —                                                  | Šamil Adzynba (úřadující)                          | 17. března 2015 – 20. března 2015                  | žádná                                              | Raul Chadžimba             |
| 12                                                 | Artur Mikvabija                                    | 20. března 2015 – 26. července 2016                | Jednotná Abcházie                                  | Raul Chadžimba             |
| —                                                  | Šamil Adzynba (úřadující, podruhé)                 | 26. července 2016 – 5. srpna 2016                  | žádná                                              | Raul Chadžimba             |
| 13.                                                | Beslan Barcic                                      | 5. srpna 2016 – 24. dubna 2018                     | žádná                                              | Raul Chadžimba             |
| 14.                                                | Gennadij Gagulija (3. funkční období)              | 24. dubna 2018 – 8. září 2018                      | žádná                                              | Raul Chadžimba             |
| —                                                  | Daur Aršba (úřadující)                             | 8. září 2018 – 18. září 2018                       | Fórum pro Jednotnou Abcházii                       | Raul Chadžimba             |
| 15.                                                | Valerij Bganba                                     | 18. září 2018 – 24. dubna 2020                     | žádná                                              | Raul Chadžimba             |
| 16.                                                | Aleksandr Ankvab                                   | 24. dubna 2020 – 19. listopadu 2024                | Aitaira                                            | Aslan Bžanija              |
| —                                                  | Valerij Bganba (úřadující)                         | od 19. listopadu 2024                              | žádná                                              | Badra Gunba (úřadující)    |